# Лола (фильм, 1961)
«Лола» (фр. Lola) — первый полнометражный кинофильм режиссёра Жака Деми, вышедший на экраны в 1961 году. Лента, охарактеризованная Деми как «мюзикл без музыки», посвящена Максу Офюльсу, к последней работе которого отсылает название картины. Другим источником вдохновения для Деми был «Голубой ангел» Джозефа фон Штернберга.
В 1961 году лента была признана журналом Cahiers du cinéma лучшим фильмом года, а два года спустя номинировалась на премию BAFTA в категориях «Лучший фильм» и «Лучшая зарубежная актриса» (Анук Эме).

## Сюжет
Сесиль, которую все называют сценическим именем Лола, живёт в провинциальном Нанте, одна воспитывает сына и работает танцовщицей в кабаре. На её сердце претендует сразу несколько мужчин. Один из них — американский моряк Фрэнки, завсегдатай кабаре, который должен завтра навсегда уплыть на родину. Другой — друг детства Ролан Кассар, которого Лола случайно встречает на улице. Ролан теряет работу, неприкаянно слоняется по городу и не знает, чему посвятить свою жизнь. Появление Лолы возрождает в нём прежние чувства. Однако сама девушка мечтает совсем о другом — о возвращении Мишеля, отца её ребёнка, который пропал семь лет назад...

## В ролях
- Анук Эме — Лола
- Марк Мишель — Ролан Кассар
- Жак Арден — Мишель
- Алан Скотт — Фрэнки
- Элина Лабурдетт — мадам Денуайе
- Марго Лион — Жанна
- Анни Дюперу — Сесиль Денуайе
- Катрин Лутц — Клер
- Коринна Маршан — Дэйзи
- Доротея Бланк — Долли